# Corregimiento 1 (Soacha)
El Corregimiento 1 (sur) es un corregimiento del municipio colombiano de Soacha en el departamento de Cundinamarca.

## Geografía
Comprende el extremo sur del municipio de Soacha, caracterizado por un relieve montañoso entre los 2800 y 4000 metros de altura con biomas variados de bosque andino, subxerofítico y páramo, donde en este último alimentan diversos riachuelos que dan origen a los ríos Aguas Claras, Muña (que continúan en Sibaté) y Soacha, siendo su valle principal.

### Límites

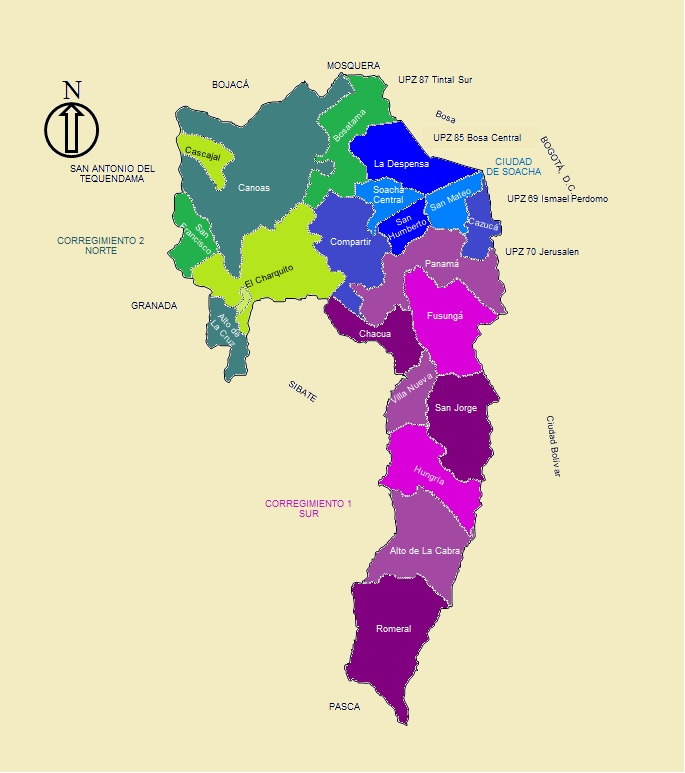
División política de Soacha, en tonos violetas las veredas del Corregimiento 1.

| Noroeste: Corregimiento 2 (Autopista Sur) y Comuna 1 Compartir | Norte: Comunas 6 San Humberto y 5 San Mateo | Nordeste: Comuna 4 Cazucá Bogotá, D.C. Localidad de Ciudad Bolívar |
| Oeste: Municipio de Sibaté                                     |                                             | Este: Bogotá, D.C. Localidad de Ciudad Bolívar                     |
| Suroeste: Municipio de Sibaté                                  | Sur: Municipio de Pasca                     | Sureste: Bogotá, D.C. Localidad de Ciudad Bolívar                  |

## División administrativa
El Corregimiento 1 está dividido en las siguientes veredas: Alto de la Cabra, Chucua, Fusungá, Hungría, Panamá, Romeral, San Jorge y Villa Nueva (Tinzuque). De ellas hay un centro poblado importante: Chacua La Cabrera.

## Economía
Principalmente se dedican a la agricultura (fresa, arveja, papa) y a la minería de cantera y carbón, siendo este un renglón importante de la economía municipal pese a los problemas ambientales que genera.

## Historia
Escasamente poblada por los muiscas antes de la llegada de los españoles, apenas se conservan registros de pictogramas en veredas como Panamá (del cual existió hasta 2024 el Varón del Sol) y Fusungá. En su historia reciente, el proceso de expansión del casco urbano municipal ha llevado a perder parte considerable de su territorio y desvinculándolo de la Sabana de Bogotá debido a la presencia de barrios informales y urbanizaciones que dieron origen a las comunas 4, 5 y 6.
También existió en su territorio la Cárcel La Zaragoza, hoy convertido en un centro de protección para animales.

## Cultura
Anualmente se celebra el Festival de la Fresa, producto que se cultiva en el Corregimiento 1.

## Movilidad
La principal vía del Corregimiento 1 es El Cardal-Romeral si bien empieza a ser una prolongación rural de la Avenida Calle 13 desde el barrio El Cardal de la Comuna 6 San Humberto siendo de importancia para comunicarse con el casco urbano municipal. También está la vía del Varón del Sol que empalma algunos barrios de dicha comuna desde la calle 7 al municipio de Sibaté por Villa Nueva y la Fusungá-Quiba, que la comunica con la parte rural de la localidad de Ciudad Bolívar en Bogotá.

## Representación local
La representación local está en manos de los ediles de la JAL del Corregimiento uno, elegidos para el periodo constitucional 2024-2027: 
| Partido | Partido | Escaños |
| ------- | ------- | ------- |
|         | PL      | 3/7     |
|         | MAIS    | 2/7     |
|         | EM      | 1/7     |
|         | DEM     | 1/7     |